# 작품 속 21세기
다음은 여러 매체와 작품 속에서 등장하는 21세기 (2001년~2100년)이다. 작품의 배경과 같은 해에 제작된 것이나 21세기의 배경이 조금만 다뤄지는 경우 (예:작품 종반에서 시간 배경을 몇년 후로 전환하는 경우)는 포함하지 않는다.

## 2000년대

### 2001년
- 영화 《2001 스페이스 오딧세이》(1969년)의 시대배경.
- 게임 《하프라이프》 (1998년)의 시대배경.

### 2005년
- 영화 《바이센테니얼 맨》(1999년)에서 주인공 로봇 앤드류가 가동에 들어간 해.

### 2006년
- 드라마 《닥터 후》뉴시즌 1 4-5화 "Aliens of London" / "World War Three"의 시대배경. 슬리딘이라는 이름의 외계인들이 런던의 정치인으로 위장 잠입해 제3차 세계대전을 일으키려 한다.

### 2009년
- 영화 《2009 로스트 메모리즈》 (2002년)의 시대배경.

## 2010년대

### 2010년
- 영화 《로보캅》의 시대배경.

### 2012년
- 영화 《2012》의 시대배경. 고대 마야의 예언에 따라 온 세계가 파멸을 맞이하고, 소수의 인류만이 티베트로 모여 방주에 올라 살아남는다.
- 드라마 《닥터 후》뉴시즌 1 6화 "Dalek"의 시대배경. 홀로 살아남은 달렉 한 마리가 지하 벙커에서 탈출하려 하고 닥터가 이를 막는다.

### 2018년
- 영화 《터미네이터: 미래전쟁의 시작》의 시대배경.

### 2019년
- 영화 《블레이드 러너》 (1982년)의 시대배경. 미국 로스앤젤레스를 배경으로 한다.

## 2020년대

### 2020년
- 애니메이션 《2020년 우주의 원더키디》의 시대배경.
- 게임 《클로저스》의 시대배경.

### 2021년
- 게임 《하프라이프 2》의 시대배경.

### 2022년
- 애니메이션 《카우보이 비밥》(1998년)에서 지구와 달 사이에서 대규모 실험 중에 사고로 지구에 대규모 파편이 떨어져 죽은 행성이 되고, 인류는 지구를 벗어나 우주 시대를 맞이하게 된다.

### 2027년
- 영화 《메트로폴리스》(1927년)의 시대배경.

### 2028년
- 영화 《로보캅》 (2014년)의 시대배경.

### 2029년
- 영화 《인랑》의 시대배경.
- 영화 《터미네이터》에서 T-800이 제작된 해.
- 만화 《공각기동대》와 영화 《공각기동대》의 시대배경.

## 2040년대

### 2042년
- 게임 《오버워치》에서 '옴닉 사태'가 발생하여 유엔의 주도로 오버워치 부대가 창설되는 해.

### 2049년
- 영화 《블레이드 러너 2049》 (2017년)의 배경연도.

## 2060년대
- 게임 《콜 오브 듀티: 블랙 옵스 3》의 시대배경.

### 2062년
- 게임 《소녀전선》의 시대배경.

## 2070년대

### 2071년
- 애니메이션 《카우보이 비밥》의 시대배경.

### 2076년
- 게임 《오버워치》의 시대배경.